# Судовладелец (Менандр)
«Судовладелец» — комедия древнегреческого драматурга Менандра (IV—III века до н. э.), от которой сохранился только ряд фрагментов в виде цитат у других античных авторов. Время написания и постановки неизвестны.
Один из уцелевших отрывков — немного видоизменённый первый стих из трагедии Еврипида «Троянки». Существует вероятность того, что и в «Судовладельце» это была первая строка.